# My Last Attempt
My Last Attempt (також MLA) — музичний гурт, що грає в стилях металкор та пост-хардкор.

## Історія
Гурт було створено у 2015 році гітаристом, вокалістом та автором пісень Олександром Беньком. 11 лютого 2016 року гурт випустив свою першу пісню Radioactive Explosion, що ввійшла в дебютний альбом Equilibrium у новому форматі. 
Гурт веде активну концертну діяльність, в тому числі у рамках фестивалів, виступав на одній сцені з такими гуртами як Dysphoria та Walking with Strangers (Швеція).
4 грудня 2017 року гурт випустив дебютний LP — Equilibrium.

## Склад
- Олександр Бенько — гітара, вокал, автор пісень
- Тимур  — вокал
- Григорій Жук — ударні
- Влад Кампов — гітара
- Єгор Недобєга — бас

## Дискографія

### Студійні альбоми
- Equilibrium (2017)

### Сингли
- Radioactive Explosion (2016)[2]

- The Condemned (2016)[5]
- Capillaries (2017)
- Time to Say No (2017)
- Hopeless (2017)

### Невидане
- Добрий ранок — сингл[1]